# Formas frontera de la esclerosis múltiple
Se conoce como formas frontera de la esclerosis múltiple al conjunto de enfermedades que no se pueden clasificar a ciencia cierta como dentro o fuera del espectro de la esclerosis múltiple.
Son las siguientes:
- Encefalomielitis aguda diseminada
- Esclerosis concéntrica de Balo
- Esclerosis de Schilder
- Esclerosis de Marburg
- Neuropatía periférica autoinmune
- Neuromielitis óptica

- Datos: Q5988897